# 트리오 칼라베라스
트리오 칼라베라스(Trio Calaveras)는 멕시코의 음악 그룹이다. 1937년에 로르 프라도, 미겔 베르메호, 기예르모 베르메호가 결성하였다. 아르헨티나, 미국, 유럽 등으로 널리 순회공연을 다녔으며, 네그레테와 자주 동행하였다. 멕시코 민요를 감미로운 감각으로 부르며 현대 가요조 민요의 선구를 이룬 존재이다.